# Station Jamioulx
Station Jamioulx is een spoorwegstation langs spoorlijn 132 (Charleroi - Couvin) in Jamioulx, een deelgemeente van Ham-sur-Heure-Nalinnes. Het is nu een stopplaats.
Vroeger vertrok hier spoorlijn 133 (Jamioulx - Couillet).

## Treindienst
| Serie       | Treinsoort               | Route                                                | Bijzonderheden              |
| ----------- | ------------------------ | ---------------------------------------------------- | --------------------------- |
| S 64        | S-trein Charleroi (NMBS) | Charleroi-Centraal – Jamioulx – Couvin               | Rijdt in het weekend 1×/2u. |
| P 7710/8710 | Piekuurtrein (NMBS)      | Couvin – Mariembourg – Jamioulx – Charleroi-Centraal | Rijdt alleen op werkdagen.  |

## Galerij

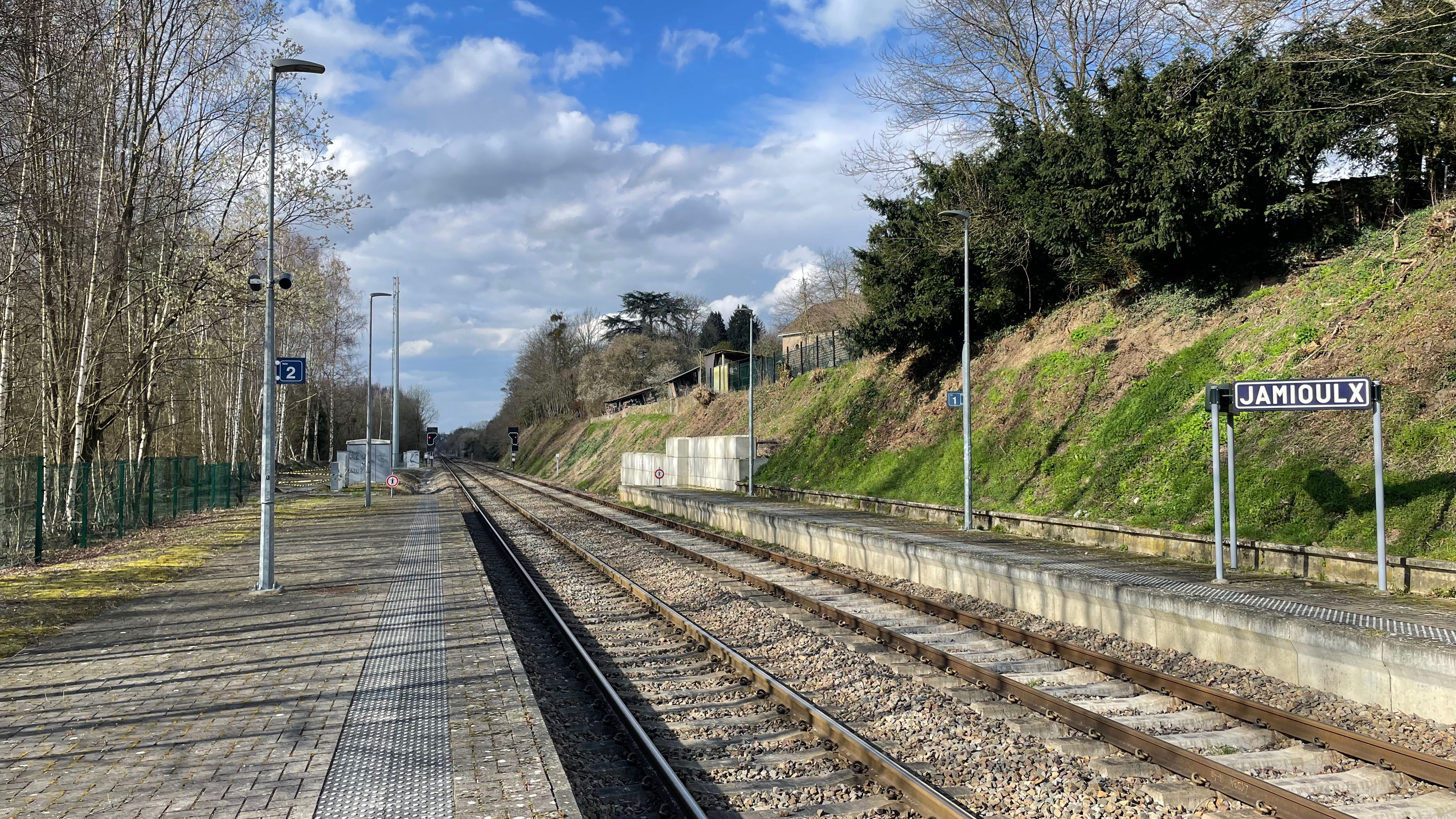
Zicht op het perron
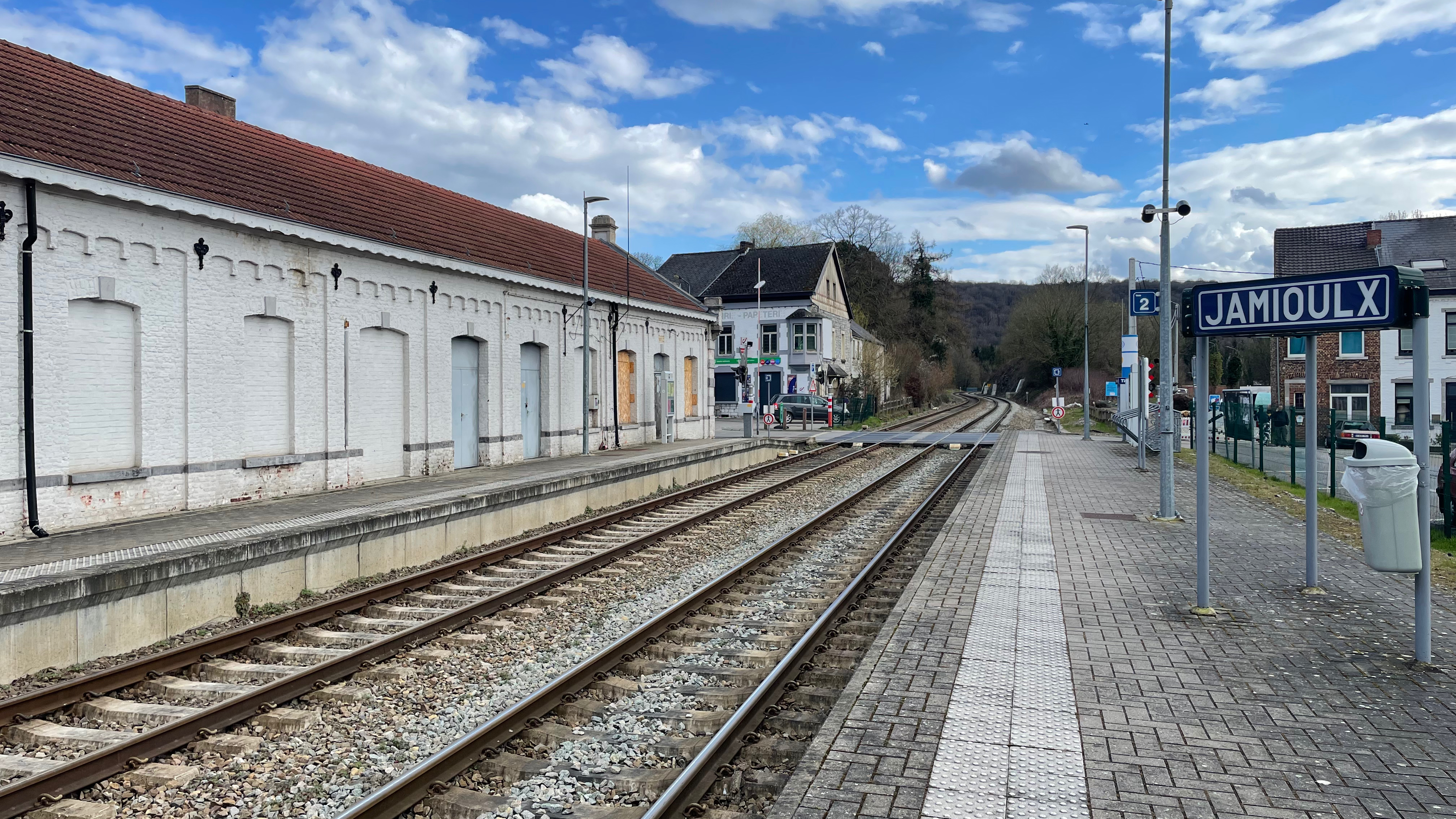
Zicht op het perron
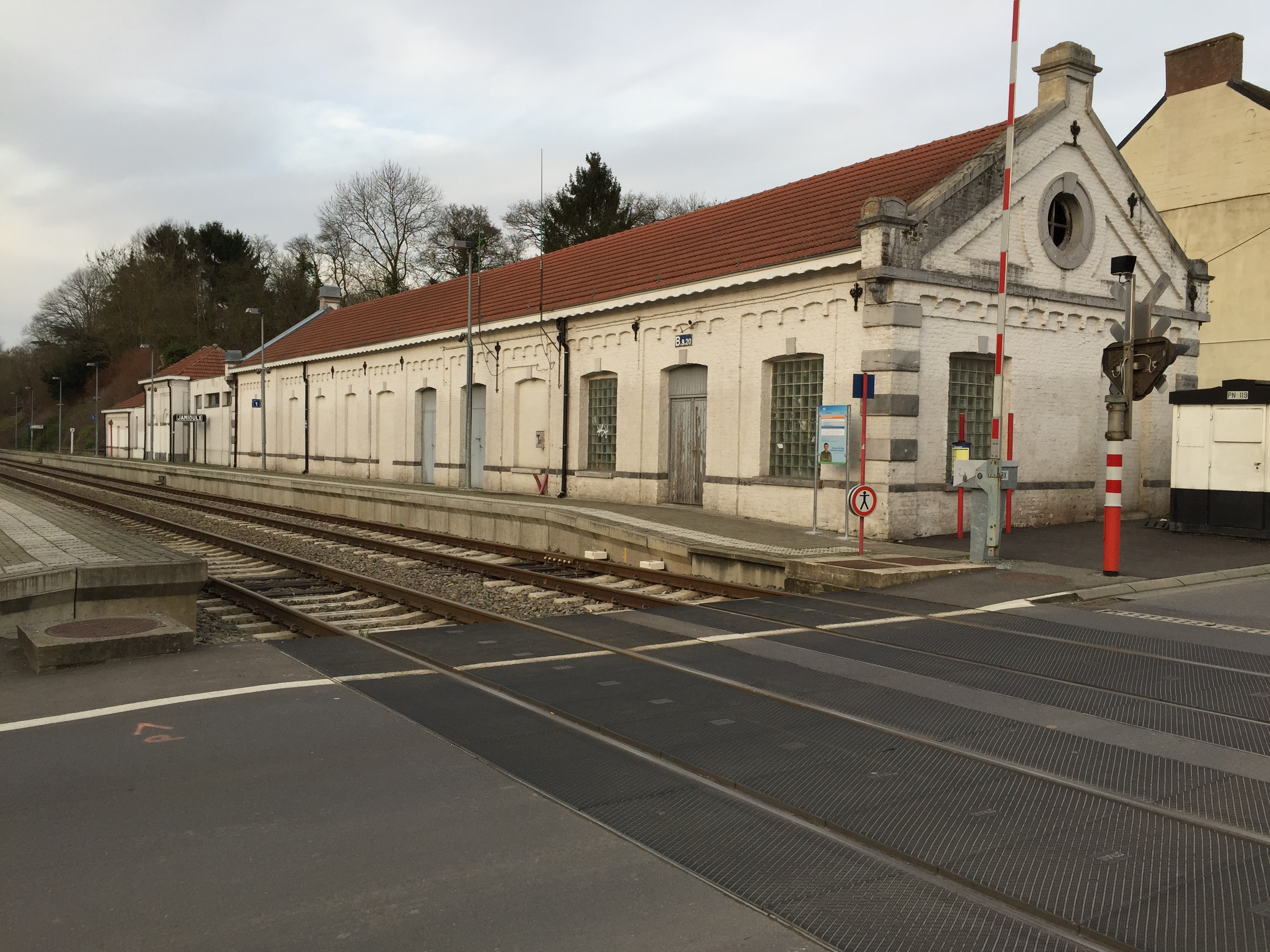
Het station (2015)

## Reizigerstellingen
De grafiek en tabel geven het gemiddeld aantal instappende reizigers weer op een week-, zater- en zondag.
| Tabel: aantal instappende reizigers station Jamioulx | Tabel: aantal instappende reizigers station Jamioulx | Tabel: aantal instappende reizigers station Jamioulx | Tabel: aantal instappende reizigers station Jamioulx |
|                                                      | Weekdag                                              | Zaterdag                                             | Zondag                                               |
| ---------------------------------------------------- | ---------------------------------------------------- | ---------------------------------------------------- | ---------------------------------------------------- |
| 1977                                                 | 130                                                  | 73                                                   | 23                                                   |
| 1978                                                 | 112                                                  | 50                                                   | 37                                                   |
| 1979                                                 | 132                                                  | 44                                                   | 24                                                   |
| 1980                                                 | 108                                                  | 83                                                   | 14                                                   |
| 1981                                                 | 125                                                  | 22                                                   | 12                                                   |
| 1982                                                 | 125                                                  | 33                                                   | 21                                                   |
| 1983                                                 | 95                                                   | 25                                                   | 10                                                   |
| 1984                                                 | 85                                                   | 34                                                   | 28                                                   |
| 1985                                                 | 93                                                   | 26                                                   | 19                                                   |
| 1986                                                 | 82                                                   | 58                                                   | 17                                                   |
| 1987                                                 | 67                                                   | 42                                                   | 25                                                   |
| 1988                                                 | 68                                                   | 17                                                   | 1                                                    |
| 1989                                                 | 96                                                   | 26                                                   | 18                                                   |
| 1990                                                 | 54                                                   | 28                                                   | 14                                                   |
| 1991                                                 | 60                                                   | 44                                                   | 16                                                   |
| 1992                                                 | 60                                                   | 47                                                   | 18                                                   |
| 1993                                                 | 79                                                   | 17                                                   | 13                                                   |
| 1994                                                 | 58                                                   | 41                                                   | 21                                                   |
| 1995                                                 | 45                                                   | 28                                                   | 8                                                    |
| 1996                                                 | 61                                                   | 14                                                   | 17                                                   |
| 1997                                                 | 48                                                   | 14                                                   | 10                                                   |
| 1998                                                 | 51                                                   | 6                                                    | 12                                                   |
| 1999                                                 | 47                                                   | 10                                                   | 6                                                    |
| 2000                                                 | 70                                                   | 18                                                   | 8                                                    |
| 2001                                                 | 46                                                   | 10                                                   | 12                                                   |
| 2002                                                 | 54                                                   | 20                                                   | 10                                                   |
| 2003                                                 | 39                                                   | 12                                                   | 11                                                   |
| 2004                                                 | 36                                                   | 10                                                   | 7                                                    |
| 2005                                                 | 30                                                   | 12                                                   | 7                                                    |
| 2006                                                 | 38                                                   | 12                                                   | 4                                                    |
| 2007                                                 | 30                                                   | 10                                                   | 24                                                   |
| 2008                                                 | -                                                    | -                                                    | -                                                    |
| 2009                                                 | 35                                                   | 6                                                    | 12                                                   |
| 2010                                                 | -                                                    | -                                                    | -                                                    |
| 2011                                                 | -                                                    | -                                                    | -                                                    |
| 2012                                                 | 27                                                   | 6                                                    | 17                                                   |
| 2013                                                 | 32                                                   | 14                                                   | 13                                                   |
| 2014                                                 | 31                                                   | 7                                                    | 12                                                   |
| 2015                                                 | 33                                                   | 12                                                   | 12                                                   |
| 2016                                                 | 47                                                   | 15                                                   | 18                                                   |
| 2017                                                 | 46                                                   | 13                                                   | 13                                                   |
| 2018                                                 | 33                                                   | 16                                                   | 21                                                   |
| 2019                                                 | 35                                                   | 11                                                   | 14                                                   |
| 2020                                                 | 31                                                   | 4                                                    | 10                                                   |
| 2021                                                 | -                                                    | -                                                    | -                                                    |
| 2022                                                 | 27                                                   | 9                                                    | 8                                                    |
| 2023                                                 | 46                                                   | 8                                                    | 13                                                   |
| 2024                                                 | 37                                                   | 4                                                    | 15                                                   |

0,0: La Sambre ·
1,0: Mont-sur-Marchienne ·
2,8: Montigny ·
4,8: Bomerée ·
6,0: Jamioulx ·
9,4: Beignée ·
10,9: Ham-sur-Heure ·
13,3: Cour-sur-Heure ·
15,0: Berzée ·
18,1: Pry ·
18,8: Walcourt ·
Vogenée ·
Rossignol ·
26,6: Yves-Gomezée ·
Saint-Lambert ·
Jamagne ·
21,1: Gerlimpont ·
23,9: Silenrieux ·
28,5: Falemprise ·
31,0: Cerfontaine ·
32,9: Philippeville ·
Neuville-Noord ·
34,0: Senzeille ·
38,1: Neuville-Zuid ·
41,0: Roly ·
45,4/45,1: Mariembourg ·
47,9: Nismes ·
51,5: Olloy-sur-Viroin ·
54,1: Vierves ·
57,5: Treignes
0,0: Couillet ·
1,9: Hauchies ·
4,4: Marcinelle-Haies ·
8,0: Jamioulx